# مالك وسائل الإعلام

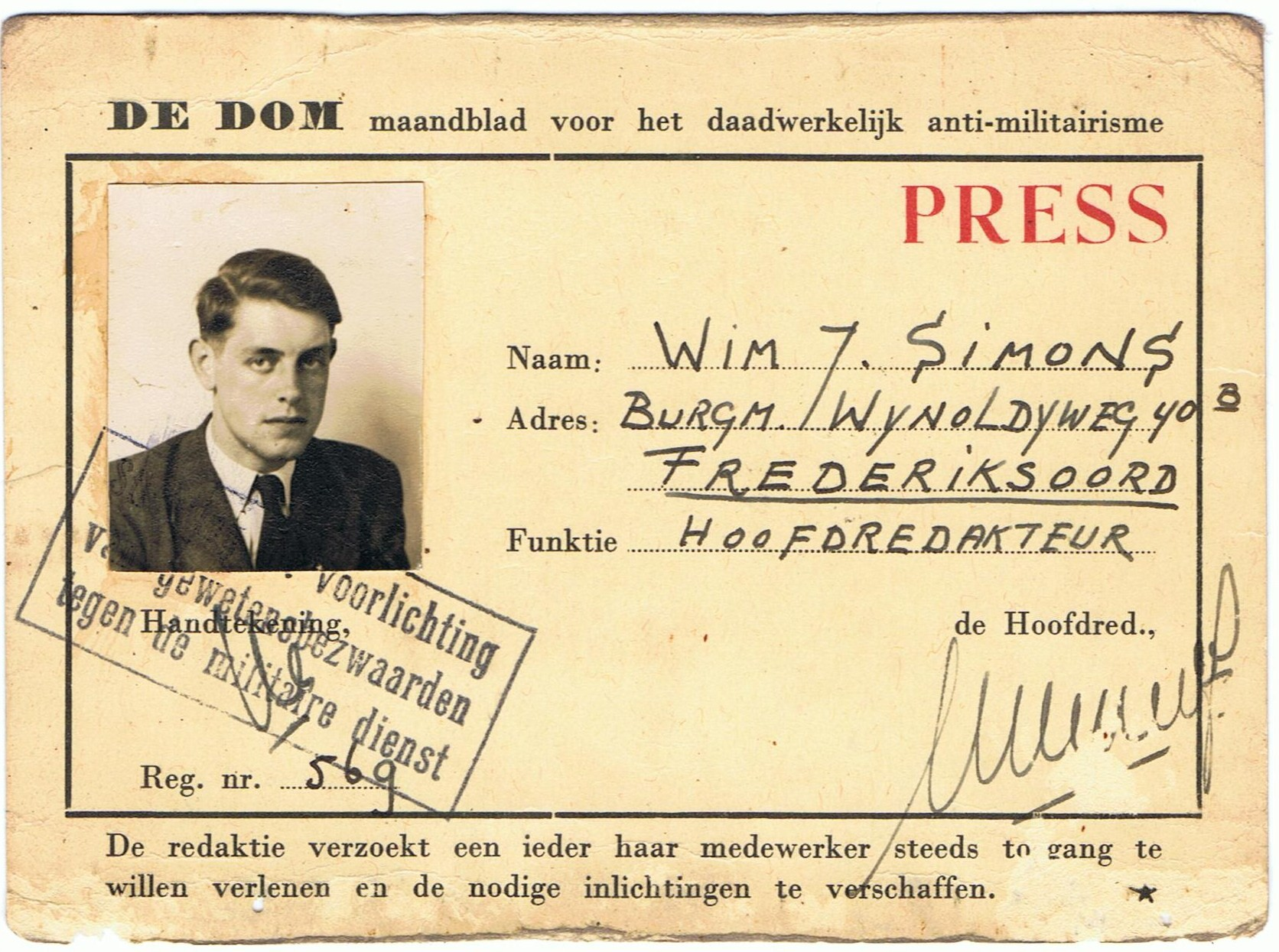

يشير مالك وسائل الإعلام أو قطب وسائل الإعلام أو قطب وسائل الإعلام إلى رجل أعمال يتحكم، من خلال الملكية الشخصية أو عبر منصب مهيمن في أي شركة أو مؤسسة ذات صلة بوسائل الإعلام، أو الوسائط التي يستهلكها العديد من الأفراد. مع سيطرة كبيرة وملكية، ونفوذ في شركة كبيرة في وسائل الإعلام يمكن أيضا أن يسمى قطب أو بارون ، أو رجل أعمال. يمكن أيضًا اعتبار منشئي وسائل التواصل الاجتماعي ومؤسسيها اقطاب وسائل إعلام.

## التاريخ
في الولايات المتحدة، أصبح أصحاب الصحف في البداية بارزين في القرن التاسع عشر بتطوير الصحف الجماهيرية. في القرن العشرين ، توسعت الملكية لتشمل ملكية شبكات الإذاعة والتلفزيون، وكذلك استوديوهات الأفلام ودور النشر، ومؤخراً الإنترنت وغيرها من شركات الوسائط المتعددة. من حيث الأهمية الحديثة، يجب أن تؤخذ مواقع التواصل الاجتماعي في الاعتبار مثل فيسبوك فيما يتعلق بمارك زوكربيرج الذي يعتبر مالك وسائط مهم للغاية.  تلعب وسائل الإعلام والتكنولوجيا دوراً هاماً في إنتاج وسائل الإعلام.

## أصحاب وسائل الإعلام البارزين
- Marcus Agius (بي بي سي)
- جاك دورسي (تويتر)
- Max Aitken, 1st Baron Beaverbrook
- سالي هو  [لغات أخرى]‏
- أندريه بابيش
- Zdeněk Bakala
- Jaume Roures (ميديابرو  [لغات أخرى]‏)
- David and Frederick Barclay
- سيلفيو برلسكوني
- جيف بيزوس
- كونراد بلاك
- مايكل بلومبيرغ
- Lukas Bonnier
- Subhash Chandra
- غوستافو سيسنيروس
- Victor Civita
- شون كومز
- ريتشارد ديزموند (رجل أعمال)
- Hans Dichand
- والت ديزني
- آيدين دوغان
- ستيف فوربس
- Octávio Frias
- Lew Grade
- هارولد هارمسورث
- ألفريد هارمسورث
- ويليام راندولف هارست
- Robert Hersant
- ألفريد هوغنبرغ
- Sir Edward Hulton, 1st Baronet
- Jean-Luc and Arnaud Lagardère
- روبرتو مارينيو
- روبرت ماكسويل
- Hary Tanoesoedibjo
- فينس مكمان
- جون دي مول
- Javier Moll
- سون ميونغ مون
- كيث مردوخ
- روبرت مردوخ
- Chairul Tanjung
- Samuel Newhouse
- روبرتو نوبل
- دينيس أوبراين (رجل أعمال)
- توني أوريلي  [لغات أخرى]‏
- كيري باكر
- David Portnoy
- Shahrzad Rafati
- Mir Shakil ur Rehman
- Matsutaro Shoriki
- حاييم صبان
- Davíð Oddson
- سيلفيو سانتوس
- Manmohan Shetty
- أكسل شبرنغر
- الوليد بن طلال بن عبد العزيز آل سعود
- David Thomson
- Roy Thomson, 1st Baron Thomson of Fleet
- تد تيرنر
- Tsuneo Watanabe
- Jan Wejchert
- أوبرا وينفري
- مارك زوكربيرغ